# Aeroportul Mayaguana
Aeroportul Mayaguana (IATA: MYG, ICAO: MYMM) este un aeroport din Bahamas.
Situat la o altitudine de 3 m, aeroportul dispune de o singură pistă.